# Air Europa Express

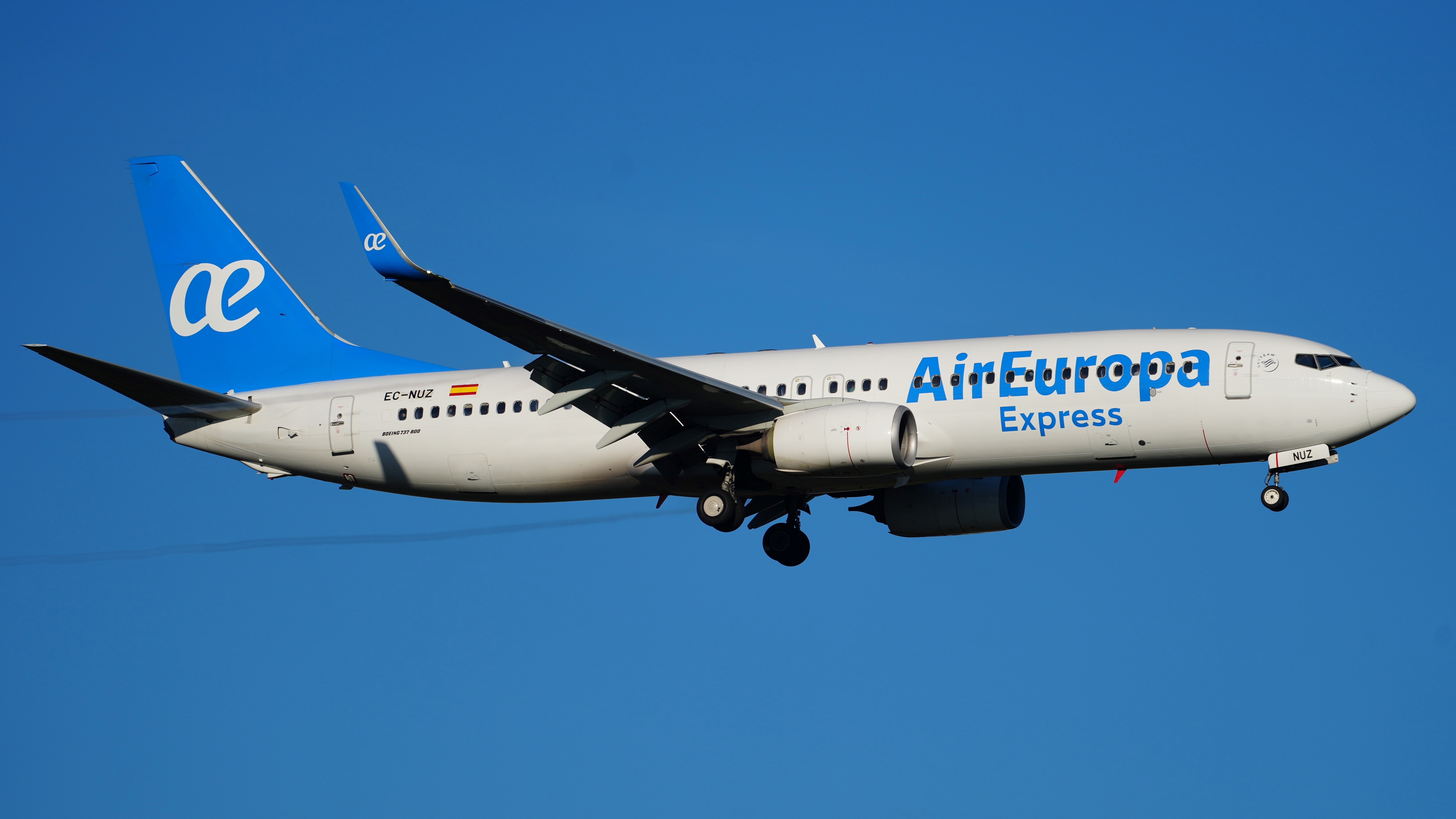
Boeing 737-800 EC-NUZ de la compagnie Air Europa Express

Air Europa Express est une compagnie aérienne régionale espagnole fondée en 1996 comme Aeronova. La compagnie est détenu par Air Europa et basée à Valence.

## Divisions
Aeronova était structuré en trois divisions:
- transport de passagers
- transport de fret[2]
- transport sanitaire[3]

## Flotte

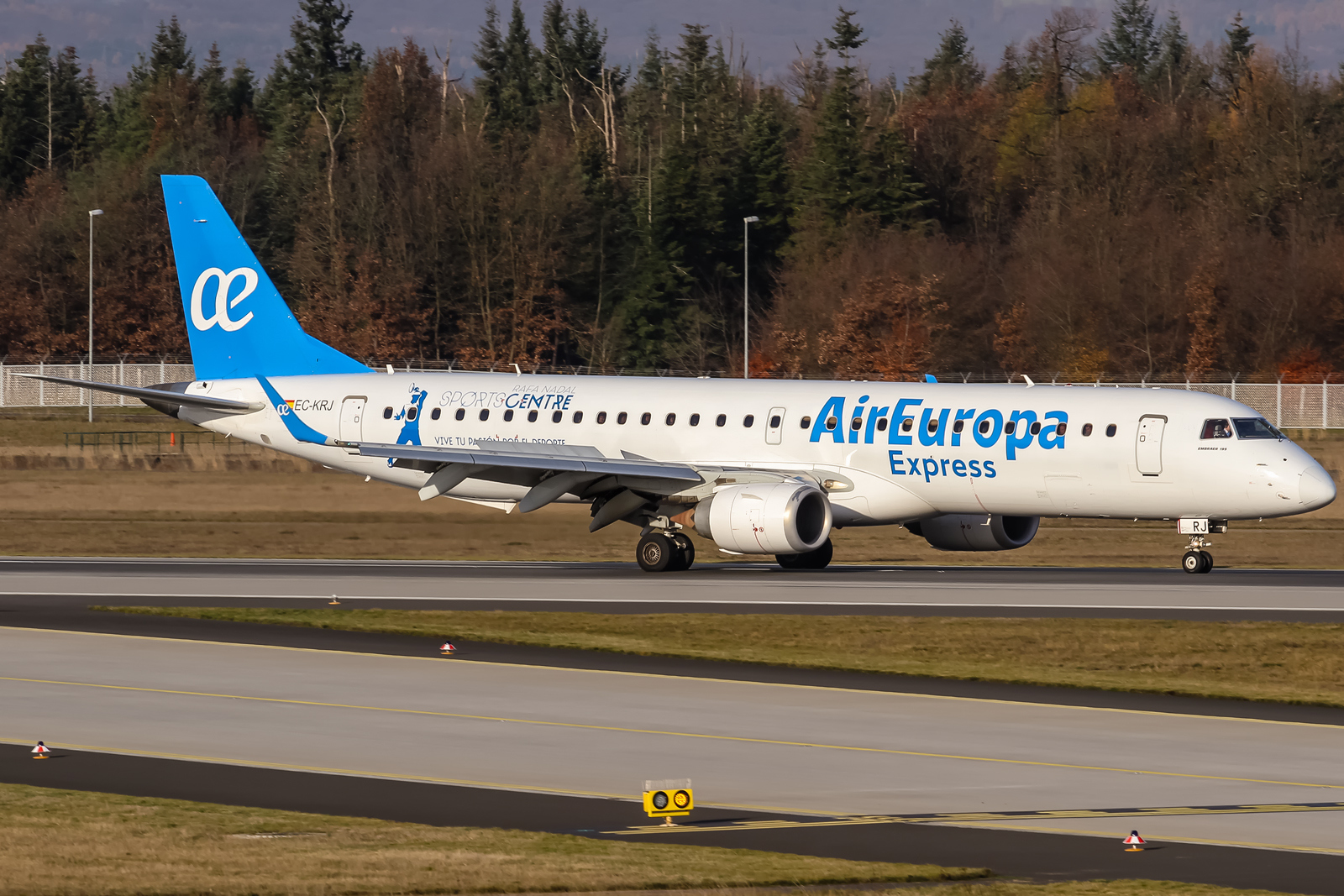
Un Embraer 195LR d'Air Europa Express à l'aéroport de Francfort.

En octobre 2023, la flotte d'Air Europa Express était composée de :
| Type           | En service | Commande | Sièges | Sièges | Sièges | Remarque |
| Type           | En service | Commande | C      | Y      | Total  | Remarque |
| -------------- | ---------- | -------- | ------ | ------ | ------ | -------- |
| Boeing 737-800 | 5          | 2        | –      | 189    | 189    |          |
| Boeing 737-800 | 3          | —        | –      | 186    | 186    |          |
| Total          | 8          | 2        |        |        |        |          |

### Flotte historique

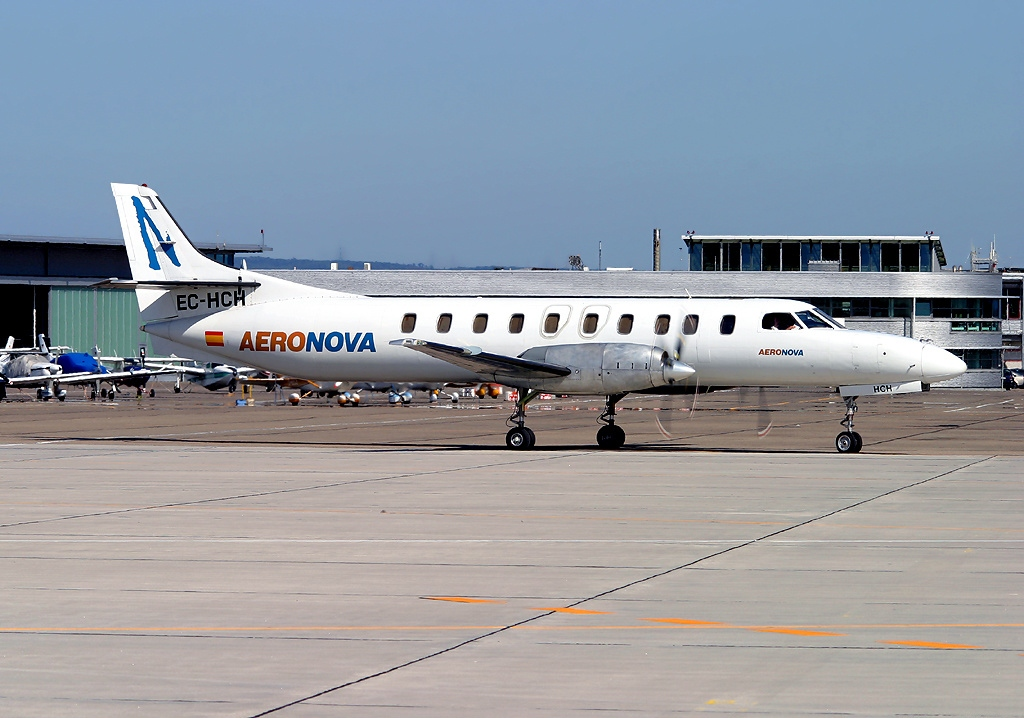
Fairchild d'Aeronova

- ATR 42
- ATR 72
- Embraer 195LR